# Brewster's Millions (1985)
Brewster's Millions is een komische Amerikaanse film uit 1985 van Walter Hill met in de titelrol Richard Pryor. De film is een van meerdere gebaseerd op het gelijknamige boek van George Barr McCutcheon uit 1902.

## Verhaal
Montgomery "Monty" Brewster (Richard Pryor) is een matige pitcher voor het fictieve onbeduidende Minor league-honkbalteam Hackensack Bulls. Op een dag verneemt hij dat hij 300 miljoen dollar kan erven van een oudoom die hij nooit gekend heeft. Dan moet hij echter wel eerst in 30 dagen 30 miljoen uitgeven, onder bepaalde condities zoals dat hij niet zo maar alles aan goede doelen mag doneren en dat hij tegen anderen alleen maar mag vertellen dat hij 30 miljoen heeft geërfd.
Brewster neemt de uitdaging aan en wordt gecontroleerd door Angela Drake (Lonette McKee), medewerkster van het begeleidende advocatenkantoor. Hij begint goed, maar al snel beginnen de moeilijkheden. Ook loopt zijn vriendschap met catcher Spike (John Candy) gevaar, omdat deze van niets weet en Brewsters exorbitante uitgavenpatroon juist probeert af te remmen. Dan vat Brewster het plan op om campagne te voeren voor het burgemeesterschap van New York.

## Rolverdeling
| Acteur        | Personage                   | Opmerkingen                       |
| ------------- | --------------------------- | --------------------------------- |
| Richard Pryor | Montgomery "Monty" Brewster |                                   |
| John Candy    | Spike Nolan                 | teamgenoot en vriend van Brewster |
| Lonette McKee | Angela Drake                | medewerkster advocatenkantoor     |
| Hume Cronyn   | Rupert Horn                 | Brewsters overleden oudoom        |

## Verfilming / trivia
Deze film was een van de laatste verfilmingen, het boek werd naast deze film nog tien keer verfilmd (waarvan een aantal maal onder een andere titel) en de eerste maal, meer dan een eeuw eerder dan hier in 2016 vermeldt, in 1914. Een van de films kwam uit in  1945. Ook werd er nog een toneelstuk gemaakt van het boek.